# Fuerza intermolecular
Fuerza intermolecular se refiere a las interacciones que existen entre las moléculas conforme a su naturaleza. Generalmente, la clasificación es hecha de acuerdo a la polaridad de las moléculas que están interactuando, o sobre la base de la naturaleza de las moléculas y de los elementos que la conforman.
Un enlace químico, son las fuerzas que mantienen a los átomos unidos formando las moléculas o iones. Existen dos tipos de enlaces químicos, los enlaces covalentes (en donde los átomos comparten electrones) y las interacciones débiles no covalentes (interacciones débiles entre iones, moléculas y partes de moléculas).
Las interacciones débiles no covalentes se les llama "débiles" porque representan la energía que mantienen unidas a las especies moleculares y que son considerablemente más débiles que los enlaces covalentes. Las interacciones no covalentes fundamentales son:
- La Fuerza por puente de hidrógeno
- Las fuerzas de Van der Waals, que podemos clasificar a su vez en:
  - ion - dipolo.
  - dipolo - dipolo.
  - dipolo - dipolo inducido.
  - Fuerzas de dispersión de London conocidas como dipolo instantáneo-dipolo inducido.

## Historia
En 1967 el químico francés Jean-Marie Lehnn desarrolló la química supramolecular por primera vez, la cual está enfocada al estudio y empleo de enlaces moleculares unidos a través de interacciones no covalentes, como puentes de hidrógeno y fuerzas de Van der Waals. Esta área puede verse como una extensión de la química clásica del enlace covalente, que une átomos para formar moléculas, a una química del enlace no-covalente, que une moléculas, y con frecuencia la etiquetan, siguiendo a J.-M. Lehn, sencillamente como “química más allá de la molécula”.
En comparación con los enlaces covalentes, las interacciones intermoleculares son débiles y tradicionalmente atraen la atención de los químicos en relación con procesos en los cuales participan grandes cantidades de especies; por ejemplo, solvatación, fenómenos superficiales, comportamiento físico de gases a alta presión, etcétera. Sin embargo, analizando algunos sistemas biológicos, vemos que varios procesos fundamentales como la replicación, las interacciones anticuerpo-antígeno, la catálisis enzimática, se realizan con asombrosa eficiencia debido a una acción muy bien organizada de las fuerzas intermoleculares entre sólo dos moléculas. El desarrollo de la química supramolecular está fuertemente ligado a los estudios de sistemas biológicos, que se refleja también en la terminología usada en esta área. El descubrimiento de la importancia de las interacciones no-covalentes para el mantenimiento de estructuras de moléculas biológicas, y para su funcionamiento, estimuló los estudios sobre la naturaleza de estas interacciones y, por otro lado, intentos de reproducir algunos procesos biológicos; por ejemplo, el transporte iónico a través de membranas celulares o catálisis enzimática, en sistemas químicos, llevaron al desarrollo de nuevos principios de diseño de reactivos analíticos, catalizadores, fármacos, etcétera.

## Enlace de hidrógeno
El enlace de hidrógeno ocurre cuando un átomo de hidrógeno es enlazado a un átomo fuertemente electronegativo como el nitrógeno, el oxígeno o el flúor. El átomo de hidrógeno posee una carga positiva parcial y puede interactuar con otros átomos electronegativos en otra molécula (nuevamente, con N, O o F). Así mismo, se produce un cierto solapamiento entre el H y el átomo con que se enlaza (N, O o F) dado el pequeño tamaño de estas especies. Por otra parte, cuanto mayor sea la diferencia de electronegatividad entre el H y el átomo interactuante, más fuerte será el enlace. Fruto de estos presupuestos obtenemos un orden creciente de intensidad del enlace de hidrógeno: el formado con el F será de mayor intensidad que el formado con el O, y este a su vez será más intenso que el formado con el N.
Estos fenómenos resultan en una interacción estabilizante que mantiene ambas moléculas unidas. Un ejemplo claro del enlace de hidrógeno es el agua:
Los enlaces de hidrógeno se encuentran en toda la naturaleza. Proveen al agua de sus propiedades particulares, las cuales permiten el desarrollo de la vida en la Tierra. Los enlaces de hidrógeno proveen también la fuerza intermolecular que mantiene unidas ambas hebras en una molécula de ADN.
Es un tipo especial de interacción dipolo-dipolo entre el átomo de hidrógeno que está formando un enlace polar, tal como N—H, O—H, o F—H, y un átomo electronegativo como O, N o F. Esta interacción se representa de la siguiente forma:
A—H•••B A—H•••A
A y B representan O, o F; A—H es una molécula o parte de una molécula y B es parte de otra. La línea de puntos representa el enlace de hidrógeno.
La energía media de un enlace de hidrógeno es bastante grande para ser una interacción dipolo-dipolo (mayor de 40 KJ/mol). Esto hace que el enlace de hidrógeno sea una de gran importancia a la hora de la adopción de determinadas estructuras y en las propiedades de muchos compuestos.
Las primeras evidencias de la existencia de este tipo de interacción vinieron del estudio de los puntos de ebullición. Normalmente, los puntos de ebullición de compuestos que contienen a elementos del mismo grupo aumentan con el peso molecular. Pero, como se puede observar en la figura, los compuestos de los elementos de los Grupos 15, 16 y 17 no siguen esta norma. Para cada uno de los grupos, los compuestos de menos peso molecular (NH3, H2O, HF) tienen el punto de ebullición más alto, en contra de lo que se podría esperar en principio. Ello se debe a que existe algún tipo de interacción entre las moléculas en estado líquido que se opone al paso al estado de vapor. Esa interacción es el enlace de hidrógeno, y afecta a los primeros miembros de la serie pues son los más electronegativos, y por ello el enlace X-H es el más polarizado, lo que induce la mayor interacción por puente de hidrógeno.
Los puentes de hidrógeno son especialmente fuertes entre las moléculas de agua y son la causa de muchas de las singulares propiedades de esta sustancia. Los compuestos de hidrógeno de elementos vecino al oxígeno y de los miembros de su familia en la tabla periódica, son gases a la temperatura ambiente: CH4, NH3, H2S, H2Te, PH3, HCl. En cambio, el H2O es líquida a la temperatura ambiente, lo que indica un alto grado de atracción intermolecular. En la figura se puede ver que el punto de ebullición del agua es 100 °C más alto de lo que cabría predecir si no hubiera puentes de hidrógeno. Los puentes de hidrógeno juegan también un papel crucial en la estructura del ADN, la molécula que almacena la herencia genética de todos los seres vivos.[cita requerida]

## Fuerza de Van der Waals
También conocidas como fuerzas de dispersión, de London o fuerzas dipolo-transitivas, corresponden a las interacciones entre moléculas con enlaces covalentes apolares, debido a fenómenos de polarización temporal. Estas fuerzas se explican de la siguiente forma: como las moléculas no tienen carga eléctrica neta, en ciertos momentos, se puede producir una distribución en la que hay mayor densidad de electrones en una región que en otra, por lo que aparece un dipolo momentáneo.
Cuando dos de estas moléculas polarizadas y orientadas convenientemente se acercan lo suficiente entre ambas, puede ocurrir que las fuerzas eléctricas atractivas sean lo bastante intensas como para crear uniones intermoleculares. Estas fuerzas son muy débiles y se incrementan con el tamaño de las moléculas.
[dipolo permanente] H-O-H----Cl-Cl [dipolo transitivo]
Un ejemplo del segundo caso se encuentra en la molécula de cloro:
```
                   (+) (-)  (+) (-)
```

[dipolo transitivo] Cl-Cl----Cl-Cl [dipolo transitivo]

## Atracciones dipolo-dipolo
Una atracción dipolo-dipolo es una interacción no covalente entre dos moléculas polares o dos grupos polares de la misma molécula si esta es grande. Las moléculas que son dipolos se atraen entre sí cuando la región positiva de una está cerca de la región negativa de la otra.
Su origen es electrostático y se pueden entender en función de la Ley de Coulomb. A mayor momento dipolar mayor será la fuerza.
Las atracciones dipolo-dipolo, también conocidas como Keeson, por Willem Hendrik Keesom, quien produjo su primera descripción matemática en 1921, son las fuerzas que ocurren entre dos moléculas con dipolos permanentes. Estas funcionan de forma similar a las interacciones iónicas, pero son más débiles debido a que poseen solamente cargas parciales. Un ejemplo de esto puede ser visto en el ácido clorhídrico:
 también se pueden dar entre una molécula con dipolo negativo y positivo al mismo tiempo, más un átomo normal sin carga.

## Interacciones iónicas
Son interacciones que ocurren a nivel de catión-anión, entre distintas moléculas cargadas, y que por lo mismo tenderán a formar una unión electrostática entre los extremos de cargas opuestas debido a la atracción entre ellas.
Un ejemplo claro de esto es lo que ocurre entre los extremos carboxilo {\displaystyle (-COO^{-})} y amino {\displaystyle (-NH_{2}^{+})} de un aminoácido, péptido, polipéptido o proteína con otro.

## Fuerzas de London o de dispersión
Las fuerzas de London se presentan en todas las sustancias moleculares. Son el resultado de la atracción entre los extremos positivo y negativo de dipolos inducidos en moléculas adyacentes.
Incluso los átomos de los gases nobles, las moléculas de gases diatómicos como el oxígeno, el nitrógeno y el cloro (que deben ser no polares) y las moléculas de hidrocarburos no polares como el CH4, C2H6 tienen tales dipolos instantáneos.
La intensidad de las fuerzas de London depende de la facilidad con que se polarizan los electrones de una molécula, y eso depende del número de electrones en la molécula y de la fuerza con que los sujeta la atracción nuclear. En general, cuantos más electrones haya en una molécula más fácilmente podrá polarizarse. Así, las moléculas más grandes con muchos electrones son relativamente polarizables. En contraste, las moléculas más pequeñas son menos polarizables porque tienen menos electrones. Las fuerzas de Maxwell varían aproximadamente entre 0.05 y 40 kJ/mol.
Cuando examinamos los puntos de ebullición de varios grupos de moléculas no polares pronto se hace evidente el efecto del número de electrones. Este efecto también se correlaciona con la masa molar: cuanto más pesado es un átomo o molécula, más electrones tiene: resulta interesante que la forma molecular también desempeña un papel en la formación de las fuerzas de Maxwell.
Dos de los isómeros del pentano –el pentano de cadena lineal y el 2,2-dimetilpropano (ambos con la fórmula molecular C5H12)- difieren en su punto de ebullición en 27 °C. La molécula de n-pentano, por su linealidad, permite un contacto estrecho con las moléculas adyacentes, mientras que la molécula de 2,2-dimetilpropano, más esférica no permite ese contacto.
Tabla 2. Efecto del número de electrones sobre el punto de ebullición de sustancias no polares
Gases nobles Halógenos Hidrocarburos
NºElec P.A P.E.°C NºElec P.M P.E.°C NºElec P.M P.E.°C
He 2 4 -269 F2 18 38 -188 CH4 10 16 -161
Ne 10 20 -246 Cl2 34 71 -34 C2H6 18 30 -88
Ar 18 40 -186 Br2 70 160 59 C3H8 26 44 -42
Kr 36 84 -152 I2 106 254 184 C4H10 34 58 0

## Fuerzas ion-dipolo
Estas son interacciones que ocurren entre especies con carga. Las cargas similares se repelen, mientras que las opuestas se atraen.
Es la fuerza que existe entre un ion y una molécula polar neutra que posee un momento dipolar permanente. Las moléculas polares son dipolos (tienen un extremo positivo y un extremo negativo). Los iones positivos son atraídos al extremo negativo de un dipolo, en tanto que los iones negativos son atraídos al extremo positivo, estas tienen enlaces entre sí.
Las cargas de los cationes (carga eléctrica positiva) están más concentradas porque estos iones suelen ser más pequeños que los aniones(carga eléctrica negativa). En consecuencia, con una carga de igual magnitud, un catión experimenta una interacción más fuerte con los dipolos que un anión.
La energía de la interacción depende de la carga sobre el ion (Q), el momento dipolar del dipolo (µ), y de la distancia del centro del ion al punto medio del dipolo (d).
Las fuerzas ion-dipolo son importantes en las soluciones de las sustancias iónicas.
Un ejemplo de interacción ion-dipolo es la hidratación. El calor de la hidratación es el resultado de la interacción favorable entre los cationes y aniones de un compuesto iónico con el agua.

## Efecto de las fuerzas intermoleculares en propiedades físicas y químicas
Dado que las fuerzas intermoleculares existen entre millones de moléculas; este modelo sirve para explicar de forma cualitativa como difieren las propiedades físicas y químicas de diferentes compuestos.
- Estado de agregación

- Punto de fusión
- Entalpía de fusión

- Punto de ebullición
- Entalpía de vaporización

- Solubilidad

- Densidad

- Viscosidad

## Aportaciones
La ciencia ha buscado formas para ampliar y facilitar la vida de las personas, entre estas formas se ha encontrado que las interacciones intermoleculares en la estructuración de las proteínas son útiles para el desarrollo de tecnologías médicas, como la creación de células madres para las terapias y el estudio de enfermedades, la manipulación de las proteínas para impedir eczemas, la creación de las proteínas casi perfectas como secreto para la longevidad y las nuevas formas artificiales por medio del genoma humano.

### Obtención de células madre
El Scripps Research Institute de San Diego ha descubierto la obtención de células madres, el cual podría eliminar la necesidad de destruir embriones para obtenerlas y tener de esa forma un método para crear células madre específicas por paciente usándolas en terapias y estudios de enfermedades como tumores, anemias, trastornos metabólicos congénitos y deficiencias del sistema inmunológico.
Dicho hallazgo consiste en insertar proteínas en las células, haciendo que las interacciones intermoleculares formen células que vuelvan a su estado primitivo y que puedan ser usadas como diferentes células del cuerpo. “Además, el proceso, que fue probado en células de ratones, no implica la destrucción de embriones ni óvulos, que es lo que hacía que las investigaciones con células madre de embriones provocara tanta controversia” (Pera, 2012).

### Manipulación de proteínas para impedir eczemas
Se ha deducido que la proteína IL-21 puede conducir a tratamientos preventivos para el picor y la dolorosa condición de la piel en el desarrollo de eczemas. El doctor Raif Geha, jefe de la división pediátrica de alergia e inmunología del Hospital Infantil de Boston y la Escuela Médica de Harvard, confirma la posibilidad de la manipulación de estas proteínas para impedir eczemas, ofreciendo una prueba de que la IL-21 es importante en la formación de la enfermedad y podría abrir el camino de futuros tratamientos. Sin embargo, una limitación es que al experimentar con ratones algunos de estos no desarrollaron efectos secundarios, por lo tanto no se sabe si pueda tener efectos adversos en los seres humanos. “A pesar de los inconvenientes que han surgido, se sigue experimentando para que al manipular la estructura de ésta proteína se logre encontrar la fórmula que pueda lidiar con los eczemas” (Rockman, 2011).

### Las proteínas
Se ha encontrado que el secreto de la longevidad se encuentra en el uso de las proteínas casi perfectas. En un artículo publicado en Proceedings of the National Academy of Sciences, los investigadores Vera Gorbunova y Andrei Seluanov describen el descubrimiento de proteínas prácticamente perfectas, centrándose en los ribosomas de las ratas topo, descubriendo que las hebras rRNA se dividen en dos lugares específicos y descartan el segmento intermedio, en lugar de flotar fuera por su cuenta, las dos piezas restantes de cada filamento permanecen cerca una de la otra y actúan como un andamio sobre el que se ensamblan las proteínas ribosomales para crear un ribosoma. Cuando el ribosoma conecta los aminoácidos para crear una proteína, se produce de vez en cuando un error cuando se inserta un aminoácido incorrecto. Gorbunova y Seluanov descubrieron que las proteínas producidas por las células de las ratas topo tienen hasta 40 veces menos de probabilidades de contener errores que las proteínas producidas por las células de otros modelos, "Esto es importante porque las proteínas sin aberraciones ayudan al organismo a funcionar de manera más eficiente. Sin embargo, aún falta mucho camino que recorrer para que al momento de dividir el rRNA en otros modelos experimentales se pueda modular la síntesis de las proteínas", (Seluanov, 2012).

### Nuevas formas artificiales
La creación de nuevas formas artificiales es una nueva propuesta de tecnología que surge con la ideal de rediseñar la vida, es decir, poder llegar a alterar los genomas de las personas desde cero estando aún en el útero materno y realizar cambios y a forzar la maquinaria celular de una bacteria o una levadura para que sintetice aminoácidos artificiales y los añada a sus proteínas.
Además, mantiene la posibilidad de crear nuevas formas vivientes en un corto plazo de tiempo, esto llega con la Biología Sintética, que no se conforma con sólo aislar, secuenciar, alterar y trasplantar genes de una especie a otra, sino que aspira a la construcción a gran escala de sus propios sistemas biológicos artificiales que funcionan por medio de circuitos y mecanismos biológicos.
El biólogo Drew Endy, líder del Grupo de Biología sintética del Instituto Tecnológico de Massachusetts, afirma que pueden llegar a surgir con la utilización de las fuerzas intermoleculares diseñando y edificando sistemas vivos que se comportan de manera predecible y que operan con un código genético expandido artificialmente. Sin embargo, Juan Valcárcel, Investigador del Laboratorio Europeo de Biología Molecular (EMBL) de Heidelberg, está de acuerdo y cree que será posible intervenir en la información genética de un embrión o sobre células de una persona para corregir defectos genéticos que den lugar a enfermedades hereditarias, como la fibrosis quística o la atrofia espinal muscular, pero que será más difícil corregir defectos genéticos que surgen durante la vida del organismo, como el cáncer, ya que generalmente no se da en un único gen.

### Biológicas
La diferencia entre un enlace covalente e interacciones débiles no covalentes es que los enlaces covalentes son los responsables de las estructuras primarias, definen la composición e identidad de cada biopolímero y las "configuraciones" que adopta cada grupo molecular, mientras que las interacciones débiles no covalentes son las responsables de la complejidad de las conformaciones que caracterizan la arquitectura molecular de las macromoléculas biológicas y los complejos supraestructurales, es decir, las interacciones intramoleculares (átomos o grupos moleculares dentro de las macromoléculas) e intermoleculares, por lo que son fundamentales para las funciones biológicas, pero puede ser mayor la molécula.